# Listă de piese de teatru rusești
Aceasta este o listă de piese de teatru rusești în ordine alfabetică:

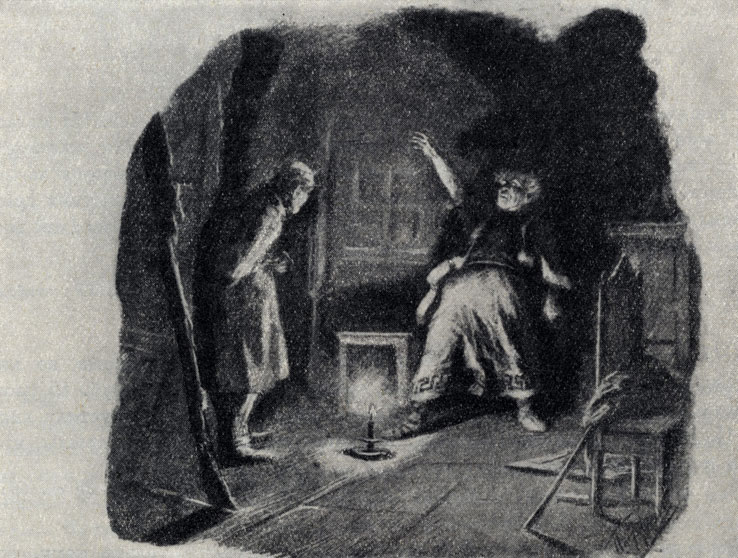
Cântecul lebedei, imagine de Leonid Pasternak, 1895

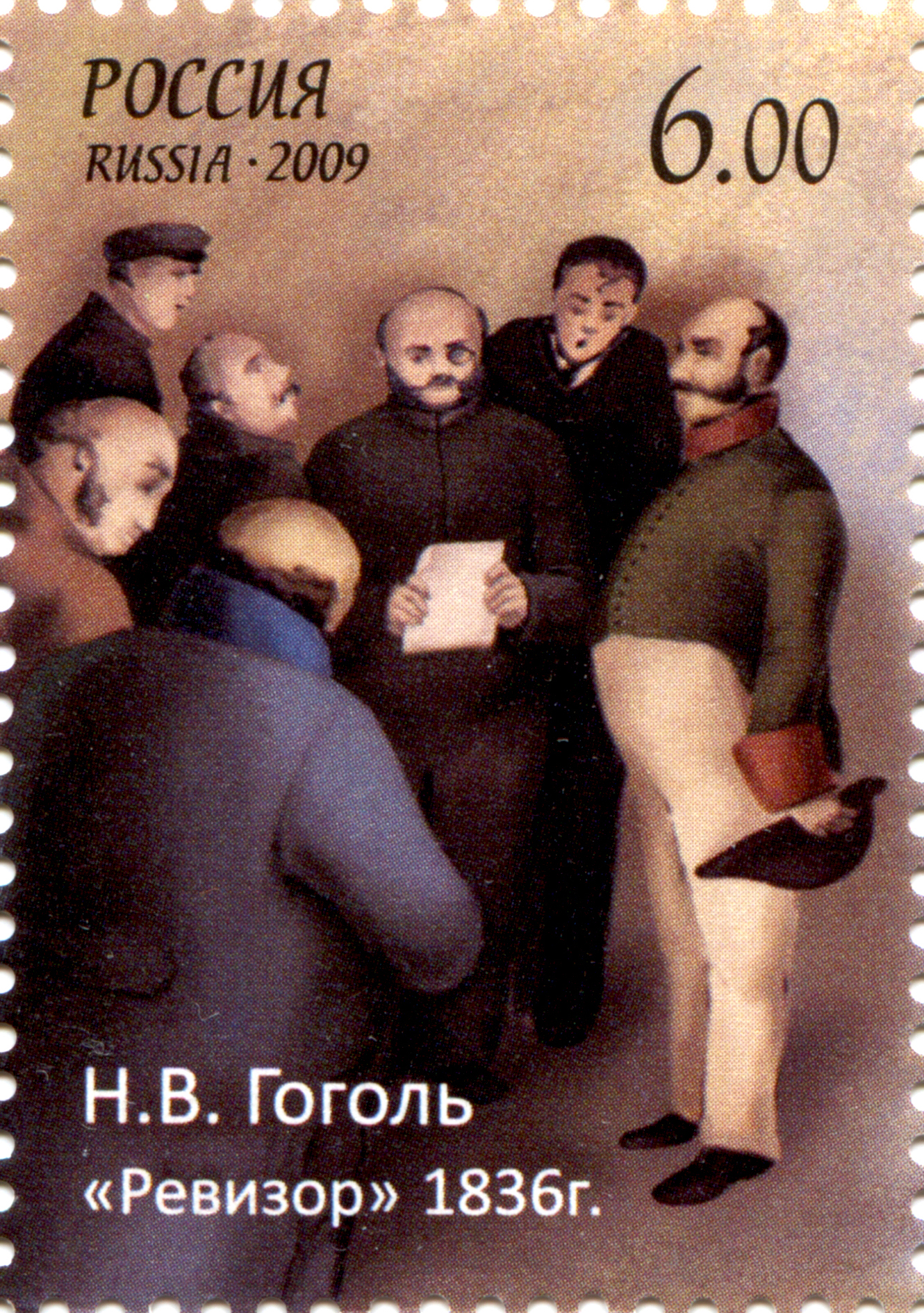
Marcă poștală dedicată piesei de teatru Revizorul

Comedia Acțiunea fiului risipitor și tragedia Despre Nebucadnețar regele sunt considerate printre primele opere dramatice în limba rusă, acestea au fost scrise de Simeon Poloțki (1629 - 1680).

## A
- Adam și Eva (Адам и Ева, 1931), de Mihail Bulgakov
- Alegerea (Выбор, 1971), de Aleksei Arbuzov
- Apus (Закат, 1926), de Isaac Babel
- Anatema (Анатэма, 1909), de Leonid Andreev
- Asupra efectelor nocive ale tutunului (О вреде табака, 1881), de Anton Cehov
- Azilul de noapte (На дне, 1902), alt titlu: Din adâncuri sau Fundătura,[1] de Maxim Gorki

## B
- Boris Godunov (1825), de Aleksandr Pușkin

## C
- Cabala bigoților (Кабала святош, 1929), de Mihail Bulgakov
- Cadavrul viu (Живой труп,[2] 1900), de Lev Tolstoi[3]
- Cartoforii (Игроки, 1840), de Nikolai Gogol
- Casa Zoicăi (Зойкина квартира, 1925), de  Mihail Bulgakov
- Căsătoria (Женитьба, 1842), de Nikolai Gogol
- Cântecul lebedei (Лебединая песня, 1887), piesă într-un act de Anton Cehov
- Cerere în căsătorie (1888), de Anton Cehov
- Clasa (Класс, 1930), de Aleksei Arbuzov
- Conversatie cu Highway (1851), de Ivan Turgheniev
- Copiii soarelui (Дети солнца, 1905), de Maxim Gorki

## D
- Demonul pădurii (Леший, 1889), de Anton Cehov
- Departe (Далекое, 1935), de Aleksandr Afinoghenov
- Dragoste târzie (Поздняя любовь, 1874), de Alexandr Ostrovski
- Drum lung (Дальняя дорога, 1935), de Aleksei Arbuzov
- Doamna provinciala (1851), de Ivan Turgheniev

## F
- Fata fără zestre (Бесприданница, 1878), de Alexandr Ostrovski
- Frica (Страх, 1931), de Aleksandr Afinoghenov

## G
- Gaudeamus (Gaudeamus, 1910), de Leonid Andreev

## I
- Ivan Vasilievici (Иван Васильевич, publicată în 1965) de Mihail Bulgakov
- Ivanov (Иванов: драма в четырёх действиях, 1887), de Anton Cehov

## Î
- Împăratul Foamete (Царь Голод, 1908), de Leonid Andreev
- În ajun (Nakanune, 1941), de Aleksandr Afinoghenov

## J
- Jubileul (Юбилей, 1889), de Anton Cehov

## K
- Katerina Ivanovna (Екатерина Ивановна, 1912), de Leonid Andreev

## L
- Livada de vișini (Вишнёвый сад), de Anton Cehov
- Lupii și oile (Волки и овцы, 1875), de Alexandr Ostrovski

## M
- Maria (Мария, 1935), de Isaac Babel
- Mașenka (Машенька, 1940/1941), de Aleksandr Afinoghenov
- Micile tragedii: Cavalerul avar; Mozart și Salieri; Oaspetele de piatră; Ospăț în timp de ciumă (1830), de Aleksandr Pușkin

## N
- Nunta (Свадьба, 1889), de Anton Cehov

## O
- Omul ciudat (Гляди в оба!, 1927), de Aleksandr Afinoghenov
- Orașul din zare (Город на заре, 1941), de Aleksei Arbuzov
- Ordinul Vladimir, clasa a III-a (Владимир третьей степени), piesă neterminată de Nikolai Gogol

## P
- Pădurea (Лес, 1870), comedie în cinci acte de Alexandr Ostrovski
- Pescărușul (Чайка, 1896), de Anton Cehov
- Platonov (Платонов, 1881), de Anton Cehov
- Ploșnița (Клоп, 1929), de Vladimir Maiakovski
- Poveste din Irkutsk (Иркутская история, 1959), de Aleksei Arbuzov
- Profesorul Storițîn (Профессор Сторицын, 1912), de Leonid Andreev
- Prometeu (Прометей, 1919), de Viaceslav Ivanov
- Puterea întunericului (Власть тьмы, 1886), dramă în cinci acte de Lev Tolstoi[4]

## R
- Recviem (Реквием, 1915), de Leonid Andreev
- Revizorul (Ревизор, 1836/1842), de Nikolai Gogol
- Roadele instrucțiunii (Плоды просвещения, 1890), de Lev Tolstoi
- Rusalca (1832), de Aleksandr Pușkin

## S
- Samson în lanțuri (Самсон в оковах, 1914), de Leonid Andreev
- Soția săracă, (Бедная невеста) 1851 de Aleksandr Ostrovski
- Spovedanie nocturnă (Ночная исповедь, 1967), de Aleksei Arbuzov
- Șase favorit (Шестеро любимых, 1935), de Aleksei Arbuzov

## T
- Tania (Таня, 1939), de Aleksei Arbuzov
- Tantal (Тантал, 1905), tragedie de Viaceslav Ivanov
- Tatiana Repina (Татьяна Репина, 1889), de Anton Cehov
- Te salut, Spanie! (Салют, Испания!, 1936), de Aleksandr Afinoghenov
- Toamna neașteptată (Неожиданная осень, 1942), de Aleksei Arbuzov și Alexander K. Gladkov
- Tragedia optimistă (Оптимистическая трагедия, 1933), de Vsevolod Vișnevski
- Tragedian fără voie (Трагик поневоле, 1889), de Anton Cehov
- Trei surori (Три сестры, 1900/1901), de Anton Cehov

## U
- Un milion pentru un surâs (Миллион за улыбк, 1960), de Anatoli Sofronov
- Unchiul Vania (Дядя Ваня, 1897), de Anton Cehov
- Ultima victimă (Последняя жертва, 1877/78), de Alexandr Ostrovski
- Ursul (Медведь: Шутка в одном действии, 1888), de Anton Cehov

## V
- Vasilisa Melentieva (Василиса Мелентьева, 1867), de Alexandr Ostrovski
- Viața omului (Жизнь человека, 1907), de Leonid Andreev
- Vinovat fără vină (Без вины виноватые, 1881/83), de Alexandr Ostrovski
- Voievod (Воевода, 1864), de Alexandr Ostrovski

## Z
- Zilele fericite ale unui om nefericit (Счастливые дни несчастливого человека, 1968), de Aleksei Arbuzov
- Zilele Turbinilor (Дни Турбиных, 1925), de Mihail Bulgakov
- Zilele vieții noastre (Дни нашей жизни, 1909), de Leonid Andreev